# Mission intégrée des Nations unies au Timor-Leste
La Mission intégrée des Nations unies au Timor-Leste (MINUT) est créée par la résolution 1704 du Conseil de sécurité des Nations unies du 25 août 2006 pour aider le gouvernement au Timor oriental, rendre le pays plus stable, promouvoir la démocratie et faciliter le dialogue politique. La MINUT reprend la Mission d'appui des Nations unies au Timor oriental.
Le représentant spécial du secrétaire général des Nations unies à la MINUT est Atul Khare de l'Inde.

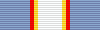
Ruban de la médaille MINUT.